# Lauro de Oliveira Lima
Lauro de Oliveira Lima (Limoeiro do Norte, 12 de abril de 1921 - Rio de Janeiro, 29 de janeiro de 2013) foi um pedagogista brasileiro, conhecido pela sua atuação política na educação e pelo desenvolvimento do Método Psicogenético, estruturado a partir da Epistemologia Genética de Jean Piaget. 

## Biografia
Lauro de Oliveira Lima Natural de Limoeiro do Norte, no Ceará. Nasceu em 12 de Abril de 1921, filho de Mamede de Oliveira Lima e Anacleta de Oliveira Lima. Nesse ano, como ele próprio assinala, o paulista Lourenço Filho inicia trabalho no Ceará, a convite do Governador Justiniano Serpa, para reformar o ensino elementar e instalar o Instituto de Educação, e em que, na Suíça, Jean Piaget publicava sua primeira obra sobre o desenvolvimento da inteligência na criança.
A primeira escola em que estudou foi a do mestre Zé Afonso, que ensinava todos os meninos da cidade a ler, escrever e contar (ensinava também o “manuscrito”, que era uma espécie de curso de pós-graduação, e a “Tabuada Grande”, a matemática superior). Como não houvesse na cidade escola média onde pudesse prosseguir os estudos, o próprio Lauro tomou a iniciativa de pedir a um primo seu, hoje falecido, ex– Bispo de Afogados, que o levasse para seminário salvatoriano de Jundiaí. Desta forma, passou cinco anos como seminarista. De volta ao Ceará, engajou-se no magistério secundário e casou-se com a neta de Agapito dos Santos, conhecido educador cearense, e filha de Alcides de Castro Santos, a professora Maria Elisabeth Santos de Oliveira Lima. Em 1945, obteve por concurso o cargo de Inspetor Federal de Ensino, função que exerceu por vinte anos, dez dos quais como Inspetor Seccional do MEC no Ceará. Formou-se em Direito em 1949, e dois anos depois, em Filosofia.
Deixou o magistério particular para fundar o Ginásio Agapito dos Santos, iniciando, assim, sua carreira como “reformador”, característica básica de sua atuação como educador. Escreveu nessa época a obra “Escola Secundária Moderna”, que foi publicada pelo INEP a convite de Anísio Teixeira (1963), iniciando também seu trabalho com dinâmica de grupo e propondo o método psicogenético. Nos últimos anos de vida, Lauro foi diretor de Pesquisas do Centro Educacional Jean Piaget onde dedicou-se ao treinamento de professores, técnicos e empresários utilizando o método por ele elaborado, denominado Grupo de Treinamento para a Produtividade, e do qual fala nos seus livros.
As histórias se misturam, como sempre acontece na biografia de figuras importantes de uma época, não podendo deixar de haver uma interdependência entre a vida do Professor Lauro e os acontecimentos mundiais, nacionais e internacionais. Assumem matizes especiais acontecimentos como o Golpe Militar de 1964, no Brasil, que cessou seus direitos políticos e provocou uma transformação absoluta em sua vida e na de sua família. Foi, ao mesmo tempo, crise e oportunidade na medida em que levou à necessidade de que novos meios de subsistência fossem tentados, sendo criado o Centro Educacional Jean Piaget como proposta de aplicação do método psicogenético à Educação. A reunião de todo grupo familiar em torno desse projeto criou uma escola que, por décadas, sustentou e sustenta a aplicação das teorias de Jean Piaget em Educação, aprimorando o conceito de Educação pela Inteligência no mais elevado nível.
A morte de Jean Piaget foi outro fato marcante na vida do Professor Lauro, que assistiu o desmonte do Centro de Epistemologia Genética de Genebra consternado. Ainda assim, animou-se a promover três congressos internacionais de educação piagetiana, trazendo dezenas de discípulos do mestre genebrino ao Brasil, para que expusessem a educadores brasileiros os movimentos na pesquisa científica internacional sobre o tema, em diversos países.
O falecimento de sua esposa, Maria Elisabeth, abalou profundamente a todos, em particular o Professor Lauro, devido à mágica sintonia que unia ambos há muitos anos e que permitiu a cristalização de projetos que, de outra forma, teriam permanecido no campo das ideias.
Hoje, os Oliveira Lima estão de alguma forma relacionados a atividades educacionais, como educadores, dirigentes, empresários, consultores ou colaboradores de empresas nacionais e estrangeiras. Ao todo, Lauro e Maria Elisabeth tiveram 7 (sete) filhos: (i) Frederico Luis Santos de Oliveira Lima (nosso FRED), o mais velho, falecido em 2001 nos EUA, onde trabalhava como Consultor para a LUCENT (empresa de grande porte na área de comunicação), depois de brilhante passagem pela Xerox e pelo Chase Manhattan Bank - Banco Lar Brasileiro, dirigindo a área de Recursos Humanos; (ii) Ana Elisabeth Santos de Oliveira Lima (Beta), falecida no Rio de Janeiro, foi por muitos anos, após o falecimento de sua mãe, a Diretora da Escola “A Chave do Tamanho” (Centro Educacional Experimental Jean Piaget - CEEJP), sediada no Rio de Janeiro, tendo na área administrativa a colaboração de seus irmãos Lauro Henrique e Liliana, bem como, mais tarde, de sua filha Fabiana Elisabeth Santos de Oliveira Lima (hoje farmacêutica); (iii) Giovana Maria Lima de Oliveira, economista, professora da escola A Chave do Tamanho por muitos anos, seguiu carreira no serviço público, tendo sido diretora de órgãos ambientais e Presidente da Fundação Parques e Jardins do Município do Rio de Janeiro; (iv) Adriana Flávia Santos de Oliveira Lima, educadora e fundadora do Colégio Oliveira Lima e depois da Escola Nova, em Fortaleza, além de prestar consultoria em escolas; (v) Ricardo Jorge Santos de  Oliveira Lima e sua esposa, Eloísa Le Maitre de Oliveira Lima, fundaram o Dice English Course and Travel (www.dice.com.br) no Rio de Janeiro, escola de idiomas para crianças que utiliza o método psicogenético para o ensino de inglês; (vi) Lauro Henrique Santos de Oliveira Lima, além de Conselheiro do Conselho de Educação de Fortaleza (desde 2008), Vice-presidente do FUNDEB de Fortaleza (desde 2008 é conselheiro), Presidente da ACEPEME - Associação Cearense de Pequenas e Médias Escolas pelo terceiro mandato (2001-2003, 2008-2012 e 2012-2016), segundo secretário do SINEPE-CE (mandato até 2016) é fundador e proprietário do Colégio Oliveira Lima (www.piaget.com.br), estabelecido em Fortaleza (CE), que adota a metodologia psicogenética de seu pai; e (vii) Liliana Cláudia Santos de Oliveira Lima Kreimer foi administradora por muitos anos da Escola "A Chave do Tamanho" no Rio de Janeiro.
Autor de mais de trinta obras relacionadas à educação, e depois de ter escrito sobre sua terra (Limoeiro do Norte), o Professor Lauro foi do alto de sua riquíssima e proveitosa experiência, o melhor exemplo de uma máxima cunhada por ele mesmo: “Não se deve transformar a mediocridade em valor de vida”. Maria Elisabeth acompanhou o Professor Lauro na peregrinação rumo ao topo de sua carreira pública, desde Inspetor Seccional no Estado do Ceará (MEC) até a Diretoria do Ensino Secundário, em Brasília, para onde se mudou com toda a família. Acompanhou seu esposo também nos momentos desesperadores que se seguiram ao Golpe de Estado de 64, quando o mesmo foi exonerado do cargo de Diretor da Diretoria de Ensino Secundário (abril de 1964), acusado de comunista e subversivo pelo regime militar, sendo aposentado compulsoriamente aos 43 anos de idade. Angústias não faltaram.
Fugindo da repressão, o Professor Lauro viaja numa Kombi de Brasília até Fortaleza por estradas inacabadas, ou mesmo por locais sem qualquer estrada. Consegue chegar, mas é preso por três meses, sendo submetido a um rigoroso Inquérito Policial Militar por suas supostas atividades subversivas, tendo sido inocentado por absoluta falta de provas. No entanto, esse mesmo IPM leva a família a ter que se mudar para o Rio de Janeiro, onde os depoimentos eram tomados periodicamente. Empobrecidos ao extremo, os Oliveira Lima mudam-se para a casa de um dos irmãos de Dona Elisabeth, Amílcar, que administrava uma pequena fábrica de charutos localizada no bairro do Andaraí. Por falta de melhores acomodações, foram colocados num pequeno quarto nos fundos da construção, junto ao depósito de fumo. Suas dimensões eram tão reduzidas que Dona Elisabeth dormia numa cama, com alguns de seus filhos menores trazidos com ela, enquanto seu marido dormia numa rede estendida sobre a mesma. Pela manhã, desmontavam a rede, arrumavam a cama e, enquanto Dona Elisabeth seguia para o trabalho que havia conseguido na FUNABEM (Fundação Nacional do Bem Estar do Menor), em Realengo, o Professor Lauro sentava-se à cama, com a máquina de escrever sobre os joelhos, para datilografar seu livro “Educar para a Comunidade” e escrever seus artigos. O sustento vinha desses pequenos bicos e do salário ganho no serviço público, mas isso não durou muito, na medida em que, descoberto o parentesco, Dona Elisabeth foi imediatamente demitida da FUNABEM. Persistente, conseguiu pelas suas qualificações o cargo de Diretora de um renomado colégio católico do Rio de Janeiro, mas em bem pouco tempo foi novamente foi demitida, sem nenhuma explicação - o que já explicava tudo.
Corajosa e com o orgulho típico do nordestino, quase nada aceitou de seu pai, Alcides Castro Santos, próspero comerciante de Fortaleza, tendo preferido trazer para junto de si os filhos, alojando-os em condições precárias, mas mantendo a unidade da família e desenvolvendo em todos um senso de realidade que perdura pela vida afora, sendo uma das características marcantes de todos os Oliveira Lima.
Como se diz popularmente, Dona Elisabeth vivia como os rios, que encontram sua maior força no momento da queda, transformando a adversidade em ações objetivas para a solução dos problemas. A família saiu do Andaraí e conseguiu um apartamento em Copacabana, onde todos os filhos encontraram colégio para a continuidade dos estudos, e paulatinamente a ordem se instaurou onde antes só havia o caos. Na retomada da ação rumo a reorganização da vida, é lançado em 1966 o livro “Escola no Futuro”, de autoria do Professor Lauro, que procura oferecer uma orientação para professores de prática de ensino. Desenvolve também o curso de Dinâmica de Grupo, e passa a viajar por todo o país, ministrando treinamentos para organizações, empresas, escolas e grupos interessados em criar equipes voltadas para a produtividade em alta performance. Em 1972, quando Jean Piaget autoriza por escrito o Professor Lauro a utilizar seu nome em uma instituição dedicada a experimentar as teorias desenvolvidas por ele na área de Educação, é criado o Centro Educacional Jean Piaget, no Rio de Janeiro, e uma nova fase se apresenta na vida dessa família que vem lutando pela sobrevivência nas condições mais adversas. Sob o comando de Dona Elisabeth, a escola se fortalece cresce continuamente, tendo sido alvo incessante do interesse da mídia, das universidades e demais instituições relacionadas a Educação pelo caráter inovador do método psicogenético, desenvolvido pelo Professor Lauro de Oliveira Lima e colocado em prática por ela e outros membros da família. A nota desagradável é a constante perseguição dos órgãos de repressão, sempre atentos aos movimentos da família e provocando todo tipo de incômodo, tentando inviabilizar o crescimento de algo que entendiam como sendo contrário aos interesses dos golpistas.
Na sua história de vida, consta ainda o estoicismo com que Dona Elisabeth lutou contra o diabetes e o contínuo agravamento do estado de saúde através dos tempos, em decorrência de doença renal crônica, que a deixou nos últimos anos de vida com apenas parte de um dos rins. A disciplina com que cuidava de sua saúde sempre foi exemplo para todos. Realizada como profissional, esposa, mãe e mulher, restava ainda sua realização como avó, que deu-se rapidamente em virtude do crescimento da família pelos múltiplos casamentos que foram se sucedendo ano após ano. Cuidando da escola, tratava das questões administrativas, mas era constantemente cercada pelos netos e outros alunos, que a tinham na mais alta conta, pelo carinho que devotava a todos eles. Sem perder o senso de direção com relação aos interesses da empresa, e principalmente quanto a importância do trabalho do Professor Lauro, foi a grande mentora do Primeiro Congresso Internacional de Educação Piagetiana e Primeiro Congresso Brasileiro Piagetiano, que aconteceu no ano de 1980, no Hotel Nacional (RJ) e UERJ (Universidade Estadual do Rio de Janeiro). Entretanto, pouco antes da data do congresso, morre Jean Piaget, que seria o maior homenageado.

## Formação Acadêmica
Aprendeu a ler, escrever e contar com o mestre-escola José Afonso, parte do curso primário com o professor Horácio Ferreira Rocha e parte no Grupo Escolar de Limoeiro do Norte.

### Curso Médio
Seminário Salvatoriano – Jundiaí – SP – conclusão dos 5 anos CUMLAUDE Exame de Madureza (art. 100 lei Francisco Campos) – 1943 – Liceu do Ceará (1º lugar).

### Graduação
- Ciências contábeis e atuariais (orador da turma).
- Ciências jurídicas e sociais – Faculdade de Direito do Ceará – Turma Centenário Rui Barbosa – 1949 (orador da turma).
- Bacharel em Filosofia – Faculdade Católica de Filosofia do Ceará – 1951 (orador da turma).
- Licenciatura em Didática – Faculdade Católica de Filosofia do Ceará – 1952.
- Exame de Suficiência para a cadeira de Português – Faculdade Católica de Filosofia do Ceará – MEC – 1951.

### Concursos
- Concurso – DASP – para inspetor federal do ensino (1º lugar regional) – 1944.
- Concurso para catedrático do Instituto de Educação do Ceará – 1959 (1º lugar).
- Concursos de jornalismo: Jornal Correio do Ceará (uma reportagem) e Livraria Aequitas – Ciclops – (capítulos de um romance em série).

## Nomeações Oficiais (Exercício em cargos públicos)
- Presidente do Diretório Acadêmico da Faculdade de Direito do Ceará.
- Inspetor do Ensino Secundário do Ministério de Educação. Port. 139 – 1945.
- Viagem à Europa (como aluno de Direito) designado em portaria ministerial – MEC – Diretoria de Ensino Secundário, para divulgar em Portugal a Organização do Ensino Secundário Brasileiro. O grupo compunha-se de 5 alunos e do prof. Antonio Martins Filho – 1949.
- Membro do Conselho Estadual de Educação – 1954 a 1956 (recondução).
- Presidente da Comissão Regional de Fortaleza do Fundo Nacional do Ensino Médio. Portaria nº 1 019 – 1955.
- Cadeira de Administração Escolar da Faculdade de Filosofia agregada à Universidade Federal do Ceará – 1955.
- Inspetor Seccional de Fortaleza com Jurisdição no estado do Ceará – portaria nº 13 – 1955 e confirmado pela portaria nº 1 118 – 1956.
- Professor de Didática Geral e Fundamentos de Educação nos cursos da CADES – Curso de Aperfeiçoamento e Difusão do Ensino Secundário – MEC de 1955 a 1958.
- Professor de Metodologia do Instituto de Educação do Ceará – 1957.
- Cadeira de Pedagogia (interinamente) no Instituto de Educação do Ceará – 1958. Em caráter vitalício, em virtude do concurso em 1959.
- 7ª reunião de Inspetores Seccionais – portaria nº 380 – 1958.
- Professor de Didática Geral, examinador e orientador do CADES em Londrina. Portaria nº 1393 – 1959.
- Membro do Conselho de Representantes da Escola Industrial de Fortaleza. Decreto de 27 de fevereiro de 1960 (nomeação do Presidente da República).
- Cadeira de Psicologia Social para o Instituto Social de Fortaleza, agregada a Universidade Federal do Ceará – de 1960 a 1963.
- Membro do Conselho Nacional de representação e consulta do Movimento de Educação de Base. Decreto do Presidente da República de 21/09/62, D.O. de 24/09/62.
- Diretor do Ensino Secundário, decreto do presidente da república de 19/08/63, D.O. de 20/08/63. Jurisdição Nacional. Sede em Brasília.
- Promoção como Inspetor Federal do Ensino Secundário. Decreto nº 58 741 de 28/07/66.
- Membro do Conselho Estadual de Educação – RJ.
- Membro do Conselho Estadual de Educação – RJ (recondução).

## Atividades Empresariais (Ligadas a trabalhos intelectuais)
- Secretário, chefe de internato, diretor administrativo, professor, orientador educacional do Colégio Fortaleza – CE – 1940 a 1945.
- Professor de Latim e Português do Colégio Lourenço Filho – Fortaleza – CE – 1946.
- Professor de Português, Latim e Francês do Colégio 7 de Setembro, em Fortaleza – CE – 1944 a 1950.
- Fundador, diretor e professor do Centro Educacional Agapito dos Santos, escola com pré-primário, primário, ginásio e normal (promovendo uma renovação pedagógica do sistema escolar cearense) – Fortaleza – CE – 1952.
- Membro do Instituto Cearense de Psicologia e Educação – 1959.
- Membro do Clube do Advogado do Ceará.
- Gerente da Editora Edições Trabalhistas – 1965/1966 – Rio de Janeiro.
- Sócio Fundador e Diretor Técnico do CEAP – Centro de Estudos e Assessoria Pedagógica (a estabelecimentos de Educação) – São Paulo – 1966.
- Sócio Fundador do IREP – Instituto de Reciclagem e Educação Permanente – São Paulo (depois de extinto o CEAP).
- Conferência de temas de Psicologia Social, Pedagogia, Didática e doutrina piagetiana em todo o país – 1966 a 1998.
- Editora Paidéia – com o objetivo de lançar no país as obras mais avançadas em matéria pedagógica.
- Fundador do Centro Experimental e Educacional Jean Piaget – Escola A Chave do Tamanho (experiência de aplicações das teorias de Jean Piaget em educação) – 1972.
- Diretor de pesquisas do Centro Educacional Jean Piaget e vem se dedicando ao treinamento de professores, técnicos e empresários utilizando o método elaborado por ele denominado Grupo de Treinamento para a produtividade, que consta de seu livros “Dinâmica de Grupo no Lar, na * Empresa e na Escola”.
- Conferencista em Congressos e Cursos de 1970 a 2006.

## Empreendimentos públicos e privados como perito e técnico
- Reforma do ensino Normal do Ceará para o Instituto de Educação – 1958/59, na base de unidades de treinamento, pré-salário, estágio, integração de áreas de ensino, relação direta com o sistema educacional do Estado, treinamento pelas unidades profissionais (ver livro “treinamento do professor primário” que relata a experiência).
- Trabalho em equipes no ensino (pioneiro) dando origem ao livro “Dinâmica de Grupo”.
- Reforma da Secretaria de Educação do Ceará e levantamento da CARTA ESCOLAR DO ESTADO (Governador Virgílio Távora) – 1961.
- Plano de Aplicação de recursos da USAID no Ceará.
- Idealizou, dirigiu e ministrou aula no ANO VESTIBULAR, departamento da Universidade Federal do Ceará, experiência para substituir o exame vestibular – 1952.
- Reforma do Ensino Militar (formação de oficiais)
- Projeto de reforma do ensino primário apresentado ao Conselho Estadual de Educação.
- JORNADAS PEDAGÓGICAS nas principais cidades do interior do Estado do Ceará com a equipe “piagetiana” (Capitaplanas) que ministrava, por designação da CADES – MEC os cursos de aperfeiçoamento do magistério – 1955/1958
- Pesquisa em cerca de 10 000 provas ministradas no curso ginasial de todos os estabelecimentos médios do Ceará.
- Planejamento e administração da primeira campanha de alfabetização em massa (Plano de Emergência do MEC), distribuição da biblioteca mirim da professora primária (MEC).
- Seminários, encontros e mesas redondas de professores de ensino médio, durante 9 anos na direção da Inspetoria Seccional do Ceará e criação de Clubes de Professores por Disciplinas.
- Agenda de realização do ano letivo para todos os estabelecimentos de ensino médio do Ceará.
- Encontros anuais de diretores de estabelecimentos de ensino.
- Criação dos CLUBES DE CIENTISTAS DE AMANHÃ em conexão com o IBECC.
- Fundação dos Clubes e Centros de Ciências em todas as Inspetorias Seccionais, dirigidos por professores treinados no IBBEC, abrangendo todo sistema escolar da região.
- Criação dos CENTROS FEDERAIS DE CULTURA que concentrariam todos os recursos federais de educação (mini-ministérios com representação de todos os órgãos do MEC).
- Criação do GINÁSIO MENOR constituído pelo núcleo comum – primeira e segundas séries ginasiais (solicitação de centenas de prefeituras conde não havia ginasianos).
- Treinamento de 40 (quarenta) representantes das inspetorias seccionais para iniciar em suas localidades um trabalho de promoção de utilização do rádio e TV com sentido educativo.
- Planejamento do Centro de Recursos Áudio-Visuais em São Paulo, Brasília e Rio de Janeiro.
- Criação do Boletim Informativo para o intercâmbio de informações pedagógicas  de todas as inspetorias seccionais do Brasil.
- Preparo de um roteiro de todas as oportunidades educacionais do país.
- Estimulação de criação de Colégios Universitários (da ideia do ANO VESTIBULAR).
- Promoção das Escolas de Comunidades (expressão depois utilizada pelos ginásios da Campanha de Educandários Gratuitos).
- Implantação do SISTEMA DE EDUCAÇÃO MÉDIA DE BRASILIA (mudança da capital) para isto:
  - Recrutamento de pessoal em todo o país;
  - Seleção e treinamento do pessoal recrutado (Rio de Janeiro e Brasília);
  - Planejamento do sistema com a própria equipe escola polivalente;
  - Planejamento do Curso Normal pelo modelo da reforma do Ensino Normal do Ceará;
  - Planejamento do centro Integrado de Educação Média da Universidade de Brasília, em 1963 (funcionou alguns anos);
  - Esboço do plano da Faculdade de Educação das Universidades.
- Reforma do Ensino Médico – 1968 – solicitação da Faculdade de Medicina de São Paulo.

## Condecorações
- Grau de Grande-Oficial do Corpo de Graduados Especiais da Ordem Nacional do Mérito Educativo – Ministério da Educação e do Desporto – 1993.
- “Comenda do Centenário” – Prefeitura Municipal de Limoeiro do Norte – 1997.
- Medalha Justiniano de Serpa – decreto estadual nº 27 333/Ceará.
- Cidadão Carioca – Câmara dos Vereadores/RJ.
- Doutor Honoris Causa – concessão feita pela Universidade Federal do Ceará.
- Medalha Prof. Otávio Lobo – Ceará.
- Cidadão Fortalezense – Câmara dos  Vereadores/CE.

## Atividades Jornalísticas
- Artigos sobre a problemática sócio-educativa.
- Diário de uma excursão na Europa.
- Diário da permanência em Brasília por ocasião da implantação do sistema de educação média.
- Colaboração para as revistas de educação Ensino Secundário (Dir. Ens. Séc.), Revista do INEP, Boletim dos Inspetores (SP), Educação Hoje, Visão, Paz e Terra, revista da Associação Brasileira de Educação, Atualidades Pedagógicas e outras revistas de divulgação nacional.
- Autor de 32 obras de Educação e Psicologia Educacional sendo algumas traduzidas para o espanhol circulando nos países da América Latina e Europa.
- Pesquisa histórica, de oito anos, sobre Limoeiro do Norte que gerou o livro “Na Ribeira do Rio das Onças”.
- Colaboração no Jornal do Brasil (Jornal do Professor)/RJ
- Colaboração Correio do Amanhã – RJ
- Colaboração Jornal O Povo – CE

## Colégios fundados
1. Ginásio Agapito dos Santos, hoje extinto. ;
2. Escola "A Chave do Tamanho" escola fundada no Rio de Janeiro em 1972 ainda existente e que visa a aplicação do Método Psicogenético à Educação.
3. Colégio "Oliveira Lima" existente desde 1987, chegou em Fortaleza como filial da "Chave do Tamanho". Um sonho antigo do pedagogo de ter uma escola no estado onde nasceu. Em 1994 o colégio adotou o nome do pai em sua homenagem. Até hoje a escola aplica o Método Psicogenético.

## Obras
- Mulher Objeto de Cama e Mesa, Editora: Vozes, 1978
- Os Mecanismos da Liberdade Microssociologia, Editora: Polis, 1980
- A Juventude Como Motor da História, Editora: Paidéia, 1980
- Paraguaçu a Flor Selvagem, Editora: Lake, 1992
- Na ribeira do Rio das Onças: Limoeiro do Norte, Editora Assis Almeida, 1996
- O Choque das Gerações 2 - Renovação X Conformismo, Editora: Etcetera, 2016
- Um novo cristianismo para um novo mundo - A fé além dos dogmas, Editora: Verus, 2016
- A Evolução Do Sistema Monetário Internacional - Chaves da Economia, Editora: Edições 70

Tema sobre a educação:
- Treinamento do Professor Primário, Editora: Professor, 1966
- O impasse na educação: diagnóstico, crítica, prospectiva, Ed. Vozes, 1968
- A escola secundária moderna: organização, métodos e processos, Vozes, 1971
- Mutações Em Educação Segundo Mc Luhan, Editora: Vozes, 1973
- Escola no futuro: orientação para os professores de prática de ensino, J. Olympio, 1974
- Estórias da educação no Brasil, de Pombal a Passarinho, Editora Brasília, 1974
- O Enfant Sauvage de Illich Numa Sociedade Sem Escolas, Editora: Vozes, 1975
- Tecnologia, educação e democracia: educação no processo de superação do subdesenvolvimento, Editora Civilização Brasileira, 1979
- Por que Piaget?: a educação pela inteligência, Senac, 1980
- Piaget para principiantes, Grupo Editorial Summus, 1980
- Treinamento em dinâmica de grupo: no lar empresa na escola, Ed. Vozes, 1982
- Pedagogia: Reprodução ou Transformação, Editora: Brasiliense, 1982
- A construção do homem segundo Piaget: (uma teoria da educação), Grupo Editorial Summus, 1984
- Temas Piagetianos, Ao Livro Tecnico, 1984
- Para Que Servem as Escolas?, Editora: Vozes, 1995
- Piaget: sugestões aos educadores, Vozes, 2000
- “Dinâmica de grupo na empresa, no lar e na escola: grupos de treinamento para a produtividade”, Vozes, 2005.
- Dinâmica de Grupo” (2002).

## Publicações
1. LIMA, Lauro de Oliveira. Conflitos no lar e na escola: teoria prática da dinâmica de grupo segundo Piaget. Rio de Janeiro: Zahar, 1978. 201 p., il. (Ciências da Educação).
2. LIMA, L. O. Treinamento em dinâmica de grupo: no lar, na empresa, na escola. Petrópolis: Vozes, 1982. 466 p., il., tab. Bibliografia: p. 459-463.
3. LIMA, L. O. Educar para a comunidade. Petrópolis: Vozes, 1969. 89 p. (Educar para a vida, 3).
4. LIMA, L. O. Escola no futuro: orientação para os professores. Petrópolis: Vozes, 1979. 301 p.
5. LIMA, L. O. Uma escola piagetiana. Rio de Janeiro: Paidéia, 1981. 78 p., il.
6. LIMA, L. O. Estórias da educação no Brasil: de Pombal a Passarinho. Rio de Janeiro: Brasília, [s.d.]. 363 p. (Coleção Pedagógica).
7. LIMA, L. O. A hibernação do tritão ou a falta de conteúdo. Rio de Janeiro: Centro Experimental e Educacional Jean Piaget, 1984. 21 p. Apresentado no 1º Congresso Internacional de Educação Piagetiana e no 2º Congresso Brasileiro Piagetiano.
8. LIMA, L. O.; LIMA, Ana Elisabeth Santos de Oliveira. A juventude como motor da história: abertura para todos os possíveis. Rio de Janeiro: Paidéia, 1980. 119 p.
9. LIMA, L. O. Mutações em educação segundo Mc Luhan. Petrópolis: Vozes, 1971. 63 p., il. (Cosmovisão, 1).
10. LIMA, L. O. Pedagogia: reproduçao ou transformação. São Paulo: Brasiliense, 1984. 110 p. (Primeiros vôos, 9). Inclui bibliografia.
11. LIMA, L. O. Por que Piaget?: a educação pela inteligência. São Paulo: SENAC, ADMINISTRAÇÃO REGIONAL NO ESTADO DE SÃO PAULO, 1980. 46 p., il. (Documentos de Trabalho, 7).
12. LIMA, L. O. Tecnologia, educação e democracia. Rio de Janeiro: Civilização, 1979. 202 p., il. (Coleção Retratos do Brasil, v. 41).
13. LIMA, L. O. Tecnologia, educação e democracia. Rio de Janeiro: Civilização Brasileira, 1965. 202 p., il. (Retratos do Brasil, v. 41). BBE.
14. LIMA, L. O. A escola secundária moderna. Rio de Janeiro: Vozes, 1976. 670 p.
15. LIMA, L. O. Conflitos no lar e na escola: dinâmica de grupo. Petrópolis: Vozes, 1988. 198 p.
16. LIMA, L. O. O impasse na educação: diagnóstico, crítica, prospectiva. Petrópolis: Vozes, c1969. 832 p., il.
17. LIMA, L. O. Introdução à pedagocia. São Paulo: Brasiliense, 1983. 118 p. (Primeiros vôos, 21).
18. LIMA, L. O. Os mecanismos da liberdade: microssociologia. São Paulo: Polis, 1980. 376 p.
19. LIMA, L. O. A construção do homem segundo Piaget: uma teoria da educação. São Paulo: Summus, 1984. 151 p. (Novas Buscas em Educação, v. 8).
20. LIMA, L. O. Piaget para principiantes. São Paulo. Ed Summus, 1980. 284 p.